# ゴットフリート・ハインリヒ・バッハ
ゴットフリート・ハインリヒ・バッハ（Gottfried Heinrich Bach, 1724年2月26日 - 1763年2月12日 ナウムブルク）は、ドイツの音楽家。
音楽一族バッハ家出身で、著名な音楽家ヨハン・ゼバスティアン・バッハの四男。アンナ・マグダレーナの一人目の息子。
幼い頃から音楽的才能を示し、アンナ・マクダレーナ・バッハの音楽帳で大バッハとともに、いくつかの小品の編曲を手がけたと言われている。チェンバロ演奏に才能を示したといわれるが、長ずるに連れて精神病ないしは知的障害の兆候があらわれ、後に生活力のないことが明らかとなった。1750年秋に、義兄でかつての父の弟子、ヨハン・クリストフ・アルトニコルのもとに引き取られて余生を送った。